# ＃MeToo (中國大陸)
#MeToo（中文：#我也是、#米兔）是一场全球性的运动，旨在揭示和抗议性骚扰和性侵害。该运动吸引了许多女性和一些男性分享他们的经历。它的核心目的是提高对性骚扰和性侵犯的认识，推动文化和制度的改变，以保护受害者和追究施害者的责任。#MeToo运动发源于社交媒体，通过分享个人故事，强调这些问题的普遍性，并鼓励人们站出来反对不正当行为。#MeToo起源於2017年10月美国哈维·温斯坦性侵事件後在社交媒體上廣泛傳播的主題標籤，于2018年1月在中国大陆开始，涉及中国大陆政治界、学术界、公益圈、媒体界、宗教界。

## 运动开端
2018年1月1日，北京航空航天大学博士毕业生罗茜茜实名举报教授陈小武于12年前在她读博期间对她性骚扰，且多年来性骚扰门下数名女生。罗茜茜是中国第一个大声喊出「Me too」的女性，为MeToo在中国的扩大开启了序幕。

## 政治界

### 彭帅事件
2021年11月2日，彭帅在新浪微博個人頁面稱与前中共中央政治局常委、前中华人民共和国国务院副总理张高丽曾维持長達10多年的婚外情、不伦恋和强迫性關係經歷，並稱張高麗的妻子康潔也知情，引发舆论关注。在彭帅发布关于该事件的貼文約一小時后，相关消息迅速在中国大陆社交网络上传播，但彭帅的微博隨後被删除，而點擊有關她的視頻也會發生錯誤。当日晚间11点后，中国大陆网络各界开始大规模封杀相关内容，彭帥也因此音訊全無近三週，直到國際各界關切後才在官方的報導安排下出現在各場合。
《纽约时报》認為這是＃MeToo的指控首次觸及中共最高權力階層。

## 娱乐圈

### 吴亦凡事件
2021年7月初，加拿大籍华裔艺人吴亦凡被都美竹在新浪微博公开控诉以挑选MV女主角面试为名，欺骗包括她在内的年轻甚至未成年女孩的感情，腻了之后就冷暴力玩失踪。7月31日，北京警方宣布，吴亦凡涉嫌强奸罪被刑事拘留。2022年11月25日，吴亦凡被判处有期徒刑13年。

## 教育/学术界

### 北京電影學院性侵事件
2017年5月，北京电影学院校友“阿廖沙”在微博发文表示，在学期间受到班主任朱炯父亲朱正明性侵害，在试图向系上讨公道时反而遭到打压，事件当时在微博引发过讨论热潮。6月5日，注册名称为「北电侯亮平」的用户发文，实名举报与性侵案件相关的两名教授贪污受贿，并“多次潜规则女大学生”。

### 陈小武事件
2017年10月，中国知名社交媒体知乎有人发表匿名贴，讲述了贴主在北京航空航天大学攻读博士时遭受副导师陈小武性骚扰的事件，引起网络上其他受害者的共鸣，以及网民的关注。2018年1月1日，身处美国的华裔女博士罗茜茜透过微信公众号发声，向北京航空航天大学实名举报陈小武。在公众号文章中，罗茜茜自己的行为受到“我也是”运动的鼓舞，要为仍然遭受性侵的学妹们站出来。当日，该文章获得了大量的关注，学校官方透过微博发布消息，称已经成立工作组，并暂停了陈小武的工作。4日，罗茜茜发起了一封联署信，要求校方建立性骚扰防治机制，获得全国高校学生学者的响应。11日，陈小武被撤职；随后，教育部撤销其“长江学者”称号并追回这一称号已发放的奖金。

### 沈阳事件
2018年4月，多名北京大学校友在网络上实名举报现南京大学汉语言系主任、长江学者沈阳在1998年任北京大学中文系副教授期间性侵北京大学1995级女学生高岩致后者自杀。随后，北京大学方面证实当年沈阳因此受到行政处分。北京大学2014级本科生岳昕等人依照规定向北京大学公开申请公开事件处理详情后，遭到校方不同形式的打压，导致事件的影响一步步扩大。
4月7日，南京大学在微博上发表声明，称沈阳已不再适合在南京大学工作，建议其提出辞职。同日，上海师范大学宣布解除与沈阳的校外兼职教师聘任协议。
4月8日，北京大学在微博上公布了当年警告处分的文件，文件中称在沈阳与高岩交往方面“不够严肃”、“很不慎重”、“处理不当”，造成高岩“思想上产生严重刺激”，沈阳在怀疑高岩有精神疾病后却不及时反映，导致了“严重后果”和“极坏影响”。同时，校长林建华召开专题会议。会后的通报中称应当“认真总结历史上的经验教训”，深刻反思、引以为戒，用制度与举措保障师生合法权益。

### 南昌大学性侵案
2017年12月19日，南昌大学2017届本科毕业生小柔发出名为《南昌大学国学院副院长性侵女学生事件》的博文，称自己被南昌大学国学院副院长周斌性侵7个月。
2017年12月20日，晚间南昌大学官方微博发布通报称，下午学校召开专题会议，决定免去程水金国学研究院院长职务和周斌国学研究院副院长职务，暂停周斌的一切教学科研工作。
2017年12月21日，周斌则回应媒体称，他既没有性侵小柔，也从来没有引诱过她，“可以保证没做错任何事”。
2018年7月10日，在取消周斌教师资格（当时南昌大学只是暂停周斌的一切教学科研工作）、学校垫付小柔心理治疗费（已经花费的心理咨询费 1 万元，后续心理康复治疗费 8 万元），以后再向周斌追偿、公正对待涉事学妹的期末成绩（小柔认为，两位学妹的专业课成绩两次被前国学院长程水金打最低分和这件事情有关。）三点诉求，被学校驳回后。小柔将周斌作为第一被告，南昌大学作为第二被告，向南昌市东湖区人民法院红角洲法庭提起民事诉讼。

### 庆阳六中吴永厚事件
2016年9月5日，在甘肃庆阳六中读书的李奕奕（亦被化名为“李一一”，时年17岁）遭其班主任吴永厚猥亵。事发后，李奕奕及其父向校方谋求公正的解决方案，未得到满意的结果。后李奕奕被诊断为患上抑郁症和创伤后应激障碍，并多次自杀未遂，治疗过程中，校方曾提出补偿35万元的和解方案，并要求家属不再追究此事，遭家属拒绝。
2017年2月26日，李奕奕在父亲的陪同下向西峰区警方报案。
2017年5月2日，警方调查后认定吴永厚构成猥亵，依法对其行政拘留十日。李父认为西峰公安分局处罚不当，到西峰区人民检察院进行申诉，区检察院调阅案卷后认为吴永厚的行为已涉嫌犯罪，书面通知西峰区公安分局立案侦查。
2017年8月10日，吴永厚涉嫌猥亵一案被警方立为刑事案件，8月25日警方对吴永厚取保候审，11月20日侦查终结后移送检察院审查起诉。
2018年3月1日，区检察院审查后作出不起诉决定。李奕奕遂到庆阳市人民检察院进行申诉。5月18日，市检察院维持西峰区检察院对吴永厚不起诉的决定。不起诉决定的理由之一包括：对于吴永厚对其用嘴接触李奕奕的额头、面部、嘴部是为了进行体温测试的辩解，区检察院认为吴的行为不符合常理，但情节显著轻微。
2018年6月20日，甘肃省庆阳市一19岁女生李奕奕登上当地一所商场准备跳楼，在消防人员长达数个小时的救援中，围观路人起哄，导致事态持续恶化，李奕奕最终跳楼身亡。李奕奕的身亡在传媒及网络上迅速传播。李奕奕身亡后，李父在媒体采访中公开了李在遭猥亵事发后的控诉书信等材料。在事发至身亡的2年间，李奕奕曾尝试4次自杀但未遂，其中2017年5月24日她欲在学校教学楼5楼欲跳楼自杀时，喊出了吴永厚的名字，那一次她被民警、消防员成功解救。
6月26日，庆阳市教育局党委将吴永厚调出教育系统、取消其教师资格。此前，教育局曾对吴永厚进行行政处分，由技术7级降为技术8级，并调离岗位。
6月28日下午，庆阳市人民检察院通报了李奕奕遭班主任猥亵案“不起诉”的法律依据和理由，并认为“无直接证据证实导致李某奕目前的病情与吴某厚的行为有直接因果关系”。
8月22、23日，甘肃省检察院撤销庆阳女生遭猥亵“不起诉”决定，检方将对吴永厚提起公诉，并已将其逮捕。
2020年4月10日，甘肃省庆阳市西峰区人民法院（2018）甘1002刑初354号案公开宣判，被告人吴永厚犯强制猥亵罪，判处有期徒刑两年，禁止吴在刑罚执行完毕之日起三年内从事教师、家庭教育指导，教育培训等与未成年人有密切接触的相关职业。

### 其他
除上述事件外，另有多起学教师、学者涉嫌性骚扰与性侵犯的事件在“我也是”运动中被揭露。
2018年2月2日，女记者赵嗷嗷在女性权益平台“橙雨伞”公众号上发文《当吻印在我的脖子上时，我才意识到被教授性骚扰了......》，指控北京大学生命科学学院教授谢灿曾在办公室对她性骚扰。赵嗷嗷称保留了微信、短信、通话记录等全部记录作为证据。她还表示，之所以公开指控，是受到北航教授陈小武被举报性骚扰事件的影响。 7月26日，受“我也是”运动爆发影响，赵嗷嗷的“好友+同事”在凤凰网旧文重发，声援“我也是”运动。 8月7日，赵嗷嗷又通过微信公号“走夜路唱歌儿”发布了《北大谢灿性骚扰女记者事件证据说明之一》一文，详细讲述了此前遭到谢灿性骚扰事件的来龙去脉。同日，谢灿回应否认性骚扰指控。8月20日，赵嗷嗷在向北大发送实名举报邮件后收到北大教师职业道德和纪律委员会办公室的回信，后受邀于9月12日赴北大就该事件进行面谈。9月13日赵嗷嗷发布文章《北大归来，彻夜无眠》透露了赴北大面谈时的遭遇，她被要求签订不得透露面谈内容的保证书。文章一经发布在大陆网络被封杀，9月15日赵嗷嗷表示于微博注册的「走夜路唱歌儿」也被封号。
4月16日，诗人王东东在微信公众号发布文章《关于河南大学教授、诗人肖开愚性骚扰、性侵女学生的说明》（该文章已被删除），指控著名诗人、河南大学教授肖开愚性骚扰和性侵女生。6月26日，王东东等河南大学毕业生联名信，指控肖开愚性骚扰和性侵事件共三起，并将相关材料和证人联系方式给到校方，校方无回应。
4月25日，上海交通大学媒体与传播学院召开教职工会议，宣布撤销副院长謝耘耕的职务。随后，同在媒传学院执教的魏武挥在其微信公众号“扯氮集”发布《说过了复旦，说完了北大，似乎得说说我们交大了》一文透露，謝耘耕是因被学生向校方举报其利用职务之便对女研究生进行言语和肢体骚扰而被撤职。经上海交通大学校方调查，謝耘耕骚扰事件的受害者「仅涉及在校学生就有3人」。财新网在此事件发生后曾有相关报道，但数小时后报道即被撤下，原因不明。数天后，魏武挥个人微信公众号上关于此事件的文章也显示“此内容因违规无法查看”。至今谢耕耘仍在上海交通大学媒体与传播学院官方网站的师资一栏，根据媒体与传播学院网站显示，謝耘耕近年来主要研究政府舆情和公共舆论，主编舆情蓝皮书且被视为舆情治理专家。
4月28日，微信公号“向湾硚”发布了《田野里的“叫兽”》一文（该文已被删除），指控中山大学社会学与人类学学院某教授曾在2015年田野调查中性骚扰多名女生，并披露已有校友发邮件向校长反映此事。7月8日，独立记者黄雪琴在网易“人间theLivings”公众号发布文章《她曾以为自己能逃开教授的手》（已被删除），通过采访五名女性，指控中山大学社会学与人类学学院教授张鹏从2011年至2017年持续性骚扰女学生及女教师。根据报导，五名女性已于5月份向中山大学纪委实名举报。7月10日，中山大学发布“情况通报”，承认4月份已收到实名举报，“确认张鹏存在违反党员生活纪律的不当行为”，对其处以党内警告处分；但5月又收到新的举报。校方目前已对张鹏作出停课处理，停止其任教资格，取消其硕士生、博士生指导教师资格，终止与其的“长江学者奖励计划”工作合同，并报请主管部门，取消其“长江学者奖励计划”青年学者称号。
7月26日，中国传媒大学一女生发文称遭受教授谢伦灿的性骚扰。当日下午，中国传媒大学官方微博发出声明称“学校对此高度重视，第一时间成立了工作组，并启动调查程序，一经核实将坚决处理，绝不姑息”。
7月26日，大陆媒体人何满在脸书指控信孚教育集团创始人、前董事长信力建曾对她性骚扰。目前信力建未对指控作出回应。信力建曾于2015年因经济犯罪遭抓捕并判刑，但外界怀疑这是当局对其批评性的言论进行的报复。
7月27日，中国传媒大学2012届毕业生指控原中国传媒大学副校长蔡翔曾于2008年邀其一同泡温泉，并对其性骚扰。
7月29日，西北大学一女生指控传播学院教师张晓对其猥亵。西北大学校方调查后决定停止张晓的教学工作。
8月1日，知名专栏作家王五四在公众号上代一受害者发文，指控30年前时任杭州二中初中部教导主任的任继长曾对当时13岁的受害者实施性骚扰（该公众号已被禁封）。任继长现任杭州文澜中学校长，余杭高级中学总校长。在名为“星球知识所”的公众号中，曾发布文章《任继长校长，当年受你伤害的学生们都站出来了》，其中包括更多知情人及受害者的回忆。
8月2日，湖南大学副教授熊广基被举报猥亵女学生。对此，他回应称“她穿着暴露，我也年轻气盛，难免冲动”。湖大校方则启动了调查程序。

## 公益圈
2018年7月23日，一位不愿具名的女性小H（亦称“花花”）发布长文称，在2015年参与亿友公益的徒步活动过程中，遭到过该机构发起者、知名青年公益人雷闯的性侵。由此引发多人（其中包括男性）说出自己受到公益行业相关人士性侵犯的经历，或被称为公益圈的“我也是”运动。在此之前，2016年，公益圈曾出现过懒叔事件。但并未引起行业内大规模的讨论以及实质性的建设举措。或许是受此前数起高校反性侵害事件的影响，又因此次事件中接连有人发声举报且所涉人员均为公益领域中的知名人士。所以产生了较大的影响，除了仍有更多行业的更多当事人站出来发声以外，一些公益领域从业者也呼吁公益行业和公益机构应重视性别教育、保护志愿者以及员工的权益不受侵害。

### 雷闯事件
在遭到举报的当天，雷闯在朋友圈发文“承认文章中的事实”并进行了道歉，随后又发布了一份说明，称当时与举报者为恋人关系：“其中夹杂了公益与爱情”。有人认为雷闯避重就轻，尤其是第二篇发给北京青年报记者的声明，意图转移性骚扰的事实。7月24日，举报人接受了数家媒体的采访，她否认了雷闯的“恋人”说法，并透露公开举报的动机之一是“知道有其他受害者存在”。亿友公益已对外发布公告撤销雷闯负责人的职务，并对外暂停工作一周进行内部反省检讨等。北京警方亦介入调查。
曾支持亿友公益项目的乐施会也对外发布了澄清声明，此外，2018年2月，英国乐施会也卷入员工海外嫖娼、性骚扰丑闻，致多名员工被开除及辞职。
2020年6月26日，据文章《实名联署|抵制性侵者雷闯做律师》称：雷闯正在广东金桥百信律师事务所实习。据悉，6月24日性侵事件当事人花花已经向广州律协发出投诉信，要求律协依法重新考虑雷闯实习律师的资格。6月26日晚，广东金桥百信律师事务所发表声明称，已于6月24日解除了与雷闯的劳动关系。
截止至2020年6月26日，该案在司法程序上并无进展，雷闯更并未自首。

### 邓飞事件
著名公益人士，微博打拐、免费午餐发起人邓飞对雷闯性骚扰事件的说明也引发争议，其微博下方评论也遭遇网友谩骂。与此同时，有人撰写题为《还有谁》的文章揭露某位“重要的公益领袖”于2015年疑似性骚扰行为，不止一人指出该文疑似揭发对象为邓飞。
2018年7月27日凌晨，微博用户@不要怕不要怂发布文章指控的2011年曾遭到邓飞的性骚扰，当天下午，文章《还有谁》中涉及的当事人女性也在微博发声，讲述了邓飞对其性骚扰未遂的经过。8月1日，邹思聪在其公众号上发表了一位匿名女性“C”对曾经在《凤凰周刊》实习期间遭遇的回忆，文中她称于2009年遭到当时仍在《凤凰周刊》任职的邓飞的性侵未遂。下午，邓飞发布个人声明称，退出包括“免费午餐”在内的“我所参与发起的所有公益项目”，并称“网络所涉私人事宜，我现已会同律师进行处理”，对性骚扰指控只字未提。
黄章晋等前《凤凰周刊》发布集体声明以支持指控邓飞的MeToo发声者，并呼吁建立新闻业的反性骚扰机制。而9月27日邓飞在朋友圈即表示“出来干活了，诉讼工作不需要我操心了，想念大家啦！以后考虑做新媒体，大家继续帮忙哈！”
2019年7月17日，邓飞起诉邹思聪名誉权侵权案在杭州互联网法院召开了庭前会议。此前，该案被告、亦即当事女生邹思聪的代理律师徐凯在网络上公开一封意见信，题为《关于本案应予公开审理的律师意见》。信中指出原告要求不公开审理，但“无论邓飞作何主张，本案都不涉及邓飞的个人隐私，其申请不公开审理没有法律依据”。
2020年12月30日，法院作出一审判决，认为邹思聪及何谦应承担侵权责任。2021年1月6日晚，邹思聪在自己的微信公众号上发布了文章《邓飞诉邹思聪何谦案，一审判决书在这里了》并公开了判决书全文。在文中邹思聪认为，此次法院将举证义务加于两位被告，和民事案件证据规则不符，并表示会继续上诉。同日晚些时候，邓飞亦发布文章《两年多了，邓飞想和大家说的话》，强调自己的清白并称“正义虽然迟到，但终究没有缺席”，他还表示自己“将继续从事非营利事业”。

### 刘猛事件
2018年7月27日，女社工刘丽（化名）公开举报三年前她所在机构 “成都市一天公益社会工作服务中心” 理事长刘猛曾对其进行性骚扰。8月10日，又一名社工小星（化名）举报刘猛曾在 2014 年至2015 年多次性侵她。刘丽（化名）和小星（化名）来到成都市金牛区法院立案大厅，分别起诉一天公益社会工作服务中心理事长刘猛性骚扰/性侵造成人格权侵害的民事案件顺利立案。8月14日，刘猛表示应诉，并否认指控，此前，发布该事件的网络媒体“新媒体女性”及个人公众号“未遂”，均收到刘猛方面的律师函。
2019年7月8日，成都市武侯区人民法院对此案进行了一审判决, 一审判决结果为：被告刘某存在性骚扰行为，要求被告在判决结果生效之日起十五日内，向原告当面以口头或书面方式赔礼道歉。部分专家表示，虽然一审法院驳回了包括精神损害赔偿和追究雇主法律责任的请求，但本案的意义在于，这可能是中国第一个用“性骚扰损害责任纠纷”案由受理并判决的案件。一审判决后，原被告双方上诉，刘猛要求二审法院撤销一审判决；刘丽请求二审法院支持刘某承担精神损害赔偿以及认定单位责任。
2020年6月19日，成都市中级法院二次开庭审理该案，7月2日，成都市中级法院作出“驳回上诉，维持原判”的二审结果。
另外，刘猛性侵女员工一案仍在继续进行。据性侵案当事人小星（化名）代理律师李莹透露，目前刘某性侵案仍在立案侦查阶段。

### 刘韬事件
2020年4月17日，作为播客“不合时宜 Weirdo”制作人与主持人的若含在题为“过了6年，我终于说出了这个秘密”的一期节目中，首次公开讲述她2015年遭到广州“新南社会发展夜校”（简称新南夜校）负责人刘韬性侵的经历，并呼吁和她有相似经历的人可以和她取得联系。刘韬2017年曾因于新南社会发展中心的工作获得过北京银杏公益基金会的项目支持，现任成都市武侯社区发展基金会秘书长。
2020年6月7日起，该期播客节目及事件通过豆瓣等网站网友的传播引起各方面的关注。6月8日至6月9日，与刘韬任职机构有合作关系的上海联劝公益基金会、韶关乡村振兴公益基金会、北京市银杏公益基金会，以及刘韬所在的成都市武侯社区发展基金会监事会陆续发布声明采取一定措施并敦促调查。另外，多次被合作伙伴涉嫌性侵害事件波及其中的银杏基金会，以及事发时刘曾任职的新南社会发展中心表示将开展调查，但根据前例和机构内部制度，此两者目前的调查也遭到质疑。
2020年6月9日，据新京报报导：刘韬回复记者称，应当事女生要求，自己暂不对外公开回应。此外，其将积极配合基金会调查，如果结果显示有行为不当，会对当事女生道歉。
2020年6月13日，广州新南向机构的支持者发布了一则以《告伙伴书》为题的邮件，信件中称：于此前承诺的调查因，“调查启动工作严重超出了伦理委员会的能力范围”，故”决定从即日起无限期暂停伦理委员会的工作。同日，二十几位银杏基金会的“银杏伙伴”自发成立了“反性侵害及支持受害者小组”，并发布《关于刘韬涉嫌性侵害事件的声明》，称将“给予受害者支持，寻找并支持更多的受害人”。
2020年6月15日，曾与刘韬有资助关系的“菁莪计划”（億方公益基金会）发表声明，接受“菁莪二期伙伴刘韬先生因个人原因”主动退出菁莪计划。6月25日,仅因媒体人李思磐、公益人张婷婷在菁莪计划微信群提及刘韬事件，就被億方基金会秘书长李北伟二话不说直接踢群。菁莪计划的一系列行为也引发争论。
2020年6月19日晚，银杏基金会发布公告称，由于该日上午刘韬已与银杏基金会解除了相关资助计划并退还款项，故“针对刘韬的投诉案件，银杏基金会已无继续处理的法律基础。据此，银杏基金会就针对刘韬的全部投诉案件作结案处理。”据透露，此前已有4名受害者实名向银杏基金会投诉刘韬的性骚扰和性侵害。

### 其他
2018年7月20日晚，一位自称曾在“广州市恭明社会组织发展中心”工作过的女性于朋友圈发布自述，称于“2012年或者2013年左右”的一场培训中遭到著名罗伯特议事规则大陆推广人袁天鹏的性骚扰。7月27日早，袁天鹏于朋友圈回应：“网文所述内容严重失实，我已委托律师处理。”作为7月份一系列举报事件中较早的声音，对袁天鹏的举报并没有被大规模地传播，但鼓励了雷闯事件的举报人小H。另一方面，袁天鹏虽然并非公益行业的正式从业人员，但其作为顾问、讲师的身份在公益领域享有声誉，此次举报对公益界仍有一定的影响。
7月23日晚，一匿名公益人士爆料称达尔文环境研究所发起人、“自然大学”校长冯永锋曾性侵、性骚扰多位女性。7月24日上午，冯永锋通过微信公众号“卖风买酒”发布文章《是的，我承认，性骚扰是我欲望太邪恶，是对女性的不尊重》，承认曾有性骚扰的行为，并承诺将绝不再犯，也称已在7月之后“不再参与机构的管理和运营”。南都公益基金会发布“关于2017年员工遭遇性骚扰事件的说明”，声明称匿名举报人所述内容与事实有出入，并简述了事件经过及处理经过。
7月24日，匿名举报人称搜集到3则性骚扰举报，指同性恋运动公益人、香港彩虹、彩虹中国创办人张锦雄涉嫌于分享会期间性骚扰一些男生。7月26日，另一位同性恋公益人士流逝也发文叙述2013年被张锦雄性骚扰的经历。7月27日，张锦雄发布《关于『举报张锦雄性骚扰』的正式回应》，承认“性骚扰”指控并道歉，但对一些批评意见表示不满，并对在这个“蹭热点的政治意味浓厚的运动”中被“帮着推而不是扶我一把”感到失望。
7月24日凌晨，前世界自然基金会员工王琪举报其原上司、时任中层管理人员的周非于2016年对其进行性骚扰强吻。世界自然基金会于25日晚发布声明，确认曾于2018年3月接到内部员工性骚扰的匿名举报，并曾成立项目小组开展调查，但“调查报告显示，对于举报人所举报的发生于西双版纳的性骚扰行为，没有足够的证据证实。同时，应举报人的要求，也为尊重举报人的意愿，没有公开调查报告。”当晚，举报人回应称自己未收到调查结果，也从未要求基金会不向公众公开调查结果，此前她还在微博展示了一名周姓人士的道歉邮件。而已升职至WWF北京代表处项目总监的涉事人周非尚未有任何公开回应。此外，2018年3月，马来西亚WWF也卷入过前主管对前员工的性骚扰丑闻。据悉，周非于9月被提拔为WWF中国的副总干事，而当事人王琪于10月11日在微博发布了周非起诉其侵害名誉权的诉状，诉状的签署日期为8月27日。2018年12月3日，周非性骚扰并起诉受害者名誉侵权的案件在北京丰台区开庭。庭后，举报人发微博说“对方要求调解，然后调解了俩小时，调解失败，择日开庭”。该案2019年12月经一审宣判，并于2020年4月30日二审宣判，判定王琪存在侵权行为，要求她停止侵权。
7月28日，一名公益界人士赵海伶在微信公号“自绝于江湖”上实名发布文章《一个关于谁营造了性侵环境的故事》，举报广州市公益慈善联合会会长王先胜曾在一次饭局后对她性骚扰。 作者还揭露，她的一位前同事 C 曾在不同场合被王先胜骚扰过。7月29日，当事人 C 也在该公号发文，对2013年被骚扰的经历进行了补充说明。王先胜未就此事发表回应。

## 宗教界
2018年8月1日，龙泉寺都监释贤佳、释贤启向有关方面提交了一份汇报，汇报提及了北京龙泉寺住持释学诚的诸多不法行为，包括性侵多位出家女弟子、利用多种手段精神控制女弟子、“男女双修”、寺庙违建、巨额资金去向不明等。
当天，龙泉寺就有关释学诚的网络传言发表严正声明，称相关指控为伪造证据、恶意构陷。
8月2日，一位匿名举报者通过博讯发布反驳“龙泉寺的声明”的声明，称如果相关部门不依法处理犯罪者，而迫害受害人，预计将有更多内幕曝光。
8月15日，释学诚在中国佛教协会第九届理事会第三次会议上辞去中国佛教协会会长职务。
8月23日，国家宗教事务局官网发布《关于对举报学诚和北京龙泉寺有关问题的调查核实情况》，指出学诚发送骚扰信息问题、北京龙泉寺违章建筑问题、大额资金去向问题均属实，性侵问题正在调查中。

## 文學界
2018年7月25日晚，大陆知名青年作家、诗人春树在豆瓣网上发布多条广播消息，揭发作家张驰、《新周刊》社长孙冕曾对她性侵，违背她的意愿发生性关系。张驰事后在朋友圈发布了一句“一个朋克公开自己如何挨操”，但未有公开正式回应指控。
2020年6月初，诗人俞余发布了一系列诗文暗时她的经历和指控对象。6月12日，俞余在网络发文指控在2010年至2012年期间，曾受到桂林诗人、诗评人的性侵，并述及刘春曾涉嫌在某KTV聚会中侵害一匿名女性。对于指控，刘春在其个人微博上予以否认及驳斥。

## 體育界
2018年7月26日，微博名为“孙孙向你扔了只狗”的用户发文称，曾在14岁和15岁时分别遭到羽毛球教练、前世界冠军刘坚军及前羽毛球国家队队员张伟的性骚扰。7月28日，刘坚军和张伟接受媒体采访，其中刘坚军承认“行为不端”，但坚称自己“没有犯法”。

### 顏丙濤性騷擾事件
2021年9月30日，微博名為「可可奈奈小明明」的用戶發文，表示曾在16歲時遭到斯諾克球員顏丙濤的性騷擾，顏丙濤尚未做出回應。

### 跨政治界
2021年11月2日，網球名將彭帥在微博公開自曝在被前中共中央政治局常委、前中國國務院副總理張高麗性侵後，有一段長期婚外情和性關係經歷，是少數揭發中国大陆性侵犯问题的国家级运动员，此事被指這是關於#MeToo的指控首次觸及中共最高權力階層。相关消息在中国大陆社交网络上疯传後，彭帅的微博帖子隨後被删除，而點擊有關她的視頻也會發生錯誤当日晚间11点后，中华人民共和国网络各界开始大规模封杀相关内容。社交網站豆瓣甚至將2013年韓劇《總理與我》的頁面刪除。

## 音樂界
2018年7月28日，微博用户“我是落生”发布了一名女生的私信求助，该女生称2017年在迷笛音乐节做志愿者期间遭迷笛副总经理周翊的性侵。7月29日，迷笛音乐学校创办人张帆及迷笛音乐节官方微博均发布声明称指控不实。张帆称，该女生与周翊曾是男女朋友关系，所以不存在性侵，并暗示该女生有报复周翊隐瞒家室的嫌疑；对于为何事发后不曝光该事件张帆也进行了辩解，并称“迷笛是讲理的，迷笛也是善良的”。周翊已于事发后从迷笛一分公司辞职。周翊针对文章发布者和举报者的行为均已报警并“开始司法程序”。

## 评论

### 劉瑜
朱軍疑似性騷擾助理事件後劉瑜提出個人看法，表示這種大字報方式的爆料手段值得商榷。大鳴大放大字報是集體性的、遠距離的、帶有狂歡性質的公審。即使我們不能在輿論中使用無罪推定原則，也至少應當使用「強依據有罪推定」原則，而不是直接跳到「有罪推定」原則。熟悉網絡傳播規律的人都知道，謊言總是比闢謠傳播要廣泛和快速得多、 自證清白往往是越描越黑、信者恆信不信者恆不信……所有這些，都讓「自證清白」這事變得蒼白。 如果訴諸法律已經沒有可能，那麼訴諸網絡鳴放不失為一個選項，但她還是寧願看到法治途徑、甚至「找單位找親友鬧」這種「私刑途徑」被窮盡之後，大鳴大放大字報作為最後的途徑被使用。

### 覃里雯
此次，中国大陆的MeToo运动开启了不同于以往性侵或性骚扰事件的公共讨论。据资深媒体人覃里雯观察，此次运动的新特征包括：
1. 作为一个自发的民间运动，人们对性骚扰和性侵遭遇的倾诉，其密度和参与程度广泛；除了实名公开指控者不断出现，还有大量的匿名倾诉者参与其中；
2. 运动获得了广泛的关注与支持、采取了新传播形式（例如：“大量网民、新一代知识分子、媒体人和其他专业人士，包括很多男性在内，对#MeToo表示出坚定和持续的支持”；“第一次将中国女性平权话题带入区块链技术的运动”）；
3. 运动引发深入讨论，不再局限于对单个男性的指控，而推进到对整个社会的父权权力架构各个层面的审视，和对运动本身的自我审视和发展思考。[138]

## 外部連結
- 官方网站
- #MeToo在中国（页面存档备份，存于）